# Julientje

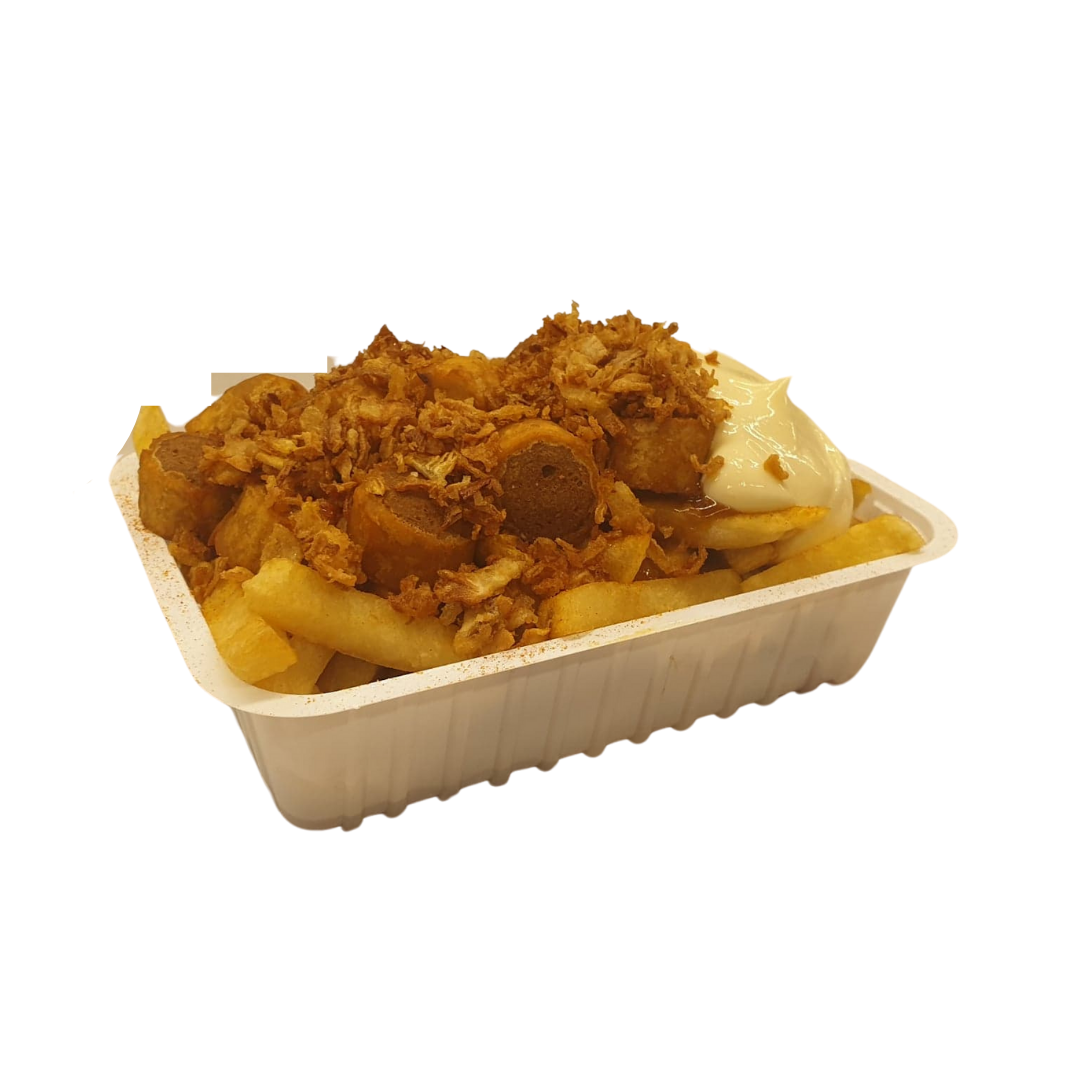
Een Julientje

Het Julientje is een frituursnack, geserveerd met frieten, stoofvleessaus, satékruiden, in stukjes versneden viandel, mayonaise en gefrituurde uitjes. Het Julientje wordt geassocieerd met de Gentse frituur De Gouden Saté, maar is thans in diverse frituren in Vlaanderen verkrijgbaar.

## Geschiedenis
De oorsprong van het Julientje gaat terug tot de jaren 1980. In deze periode werd het Julientje in frituur De Gouden Saté verkocht. Volgens overlevering werd het recept voor het eerst samengesteld door een student genaamd Tim, die boven de frituur woonde. Het experiment met frieten, stoofvleessaus en andere ingrediënten bleek een succes.
Aanvankelijk stond de snack bekend als de Hugo Claus, genoemd naar de Vlaamse schrijver. De snack werd door de toenmalige uitbater Julien Taghon (1939–2013) gepopulariseerd en stond in de volksmond bekend als een Julientje.
Na Julien Taghons overlijden in 2013 werd de naam van de snack officieel veranderd naar het Julientje.
Sinds 2022 is er ook een veganistische versie van het Julientje.